# An = Anum
An = Anum, també coneguda com la llista dels grans déus és la llista de déus mesopotàmica més llarga conservada, un tipus de llista lèxica que cataloga les divinitats adorades a l'Antic Pròxim Orient, principalment a l'Iraq modern. Tot i que les llistes de déus ja es coneixen des del període dinàstic primerenc, An = Anum probablement només s'ha compost en el període Cassita.
Tot i que sovint es descriu erròniament com una llista de deïtats sumeries i els seus equivalents accadis, An = Anum se centra a presentar les relacions familiars entre les divinitats, així com les seves corts i esferes d'influència. Les quatre primeres taules enumeren els déus i deesses principals (Anu, Enlil, Ninhursag, Enki, Sin, Shamash, Adad i Ishtar) i les seves corts, disposades segons principis teològics, però les taules V i VI no semblen seguir un sistema clar, i la tauleta VII és un apèndix tardà que enumera els noms de Marduk i un dels seus cortesans.
Moltes altres obres d'erudició antiga van ser influenciades per An = Anum, incloent una llista similar de temples i diversos comentaris teològics. També s'ha proposat que va ser la base per a la remodelació del panteó d'Uruk en el període selèucida.

## Història de les llistes de déus a l'antiga Mesopotàmia

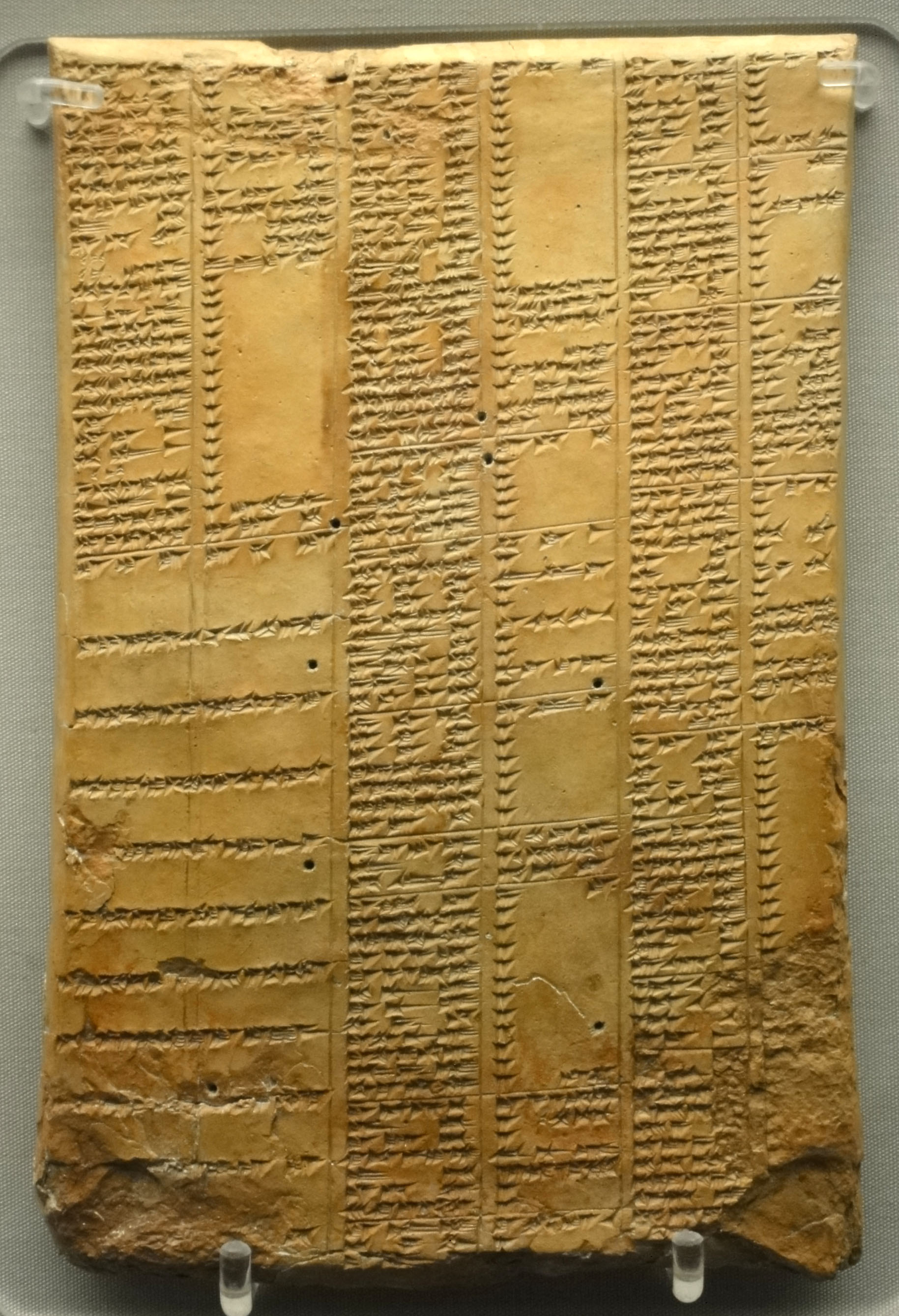
Exemple de llista lèxica mesopotàmica.

Les llistes de déus més antigues conegudes provenen del període dinàstic primerenc, i com altres llistes lèxiques cuneïformes presumiblement eren copiades pels escribas com a exercicis. El primer document conegut d'aquest tipus sol anomenar-se la llista dels déus Fara, encara que també es coneix per còpies d'Abu Salabikh i Uruk. Es poden llegir 466 noms dels fragments supervivents, encara que s'estima que originalment en contenia 560. Tot i que comença amb el cap del panteó, Enlil (o, en algunes de les còpies, Anu i Enlil), els déus s'organitzen d'una altra manera en funció de criteris lèxics, més que no teològics, per exemple, les deïtats els noms de les quals comencen amb el signe NIN apareixen agrupades juntes. Com que molts dels seus noms són desconeguts d'altra manera, poc es pot dir sobre el seu contingut.
No es coneixen llistes de déus entre finals del període dinàstic primerenc i finals del tercer o principis del segon mil·lenni aC, quan es va compilar l'anomenada "llista de Weidner", encara que se suposa que encara s'estaven creant fins a la segona meitat del tercer mil·lenni aC i encara s'han de descobrir exemples. La disposició de les deïtats a la llista de Weidner no sembla seguir cap principi específic, i s'ha proposat que va ser el resultat de la compilació de diverses llistes més curtes juntes. Es coneixen còpies de molts llocs de la Babilònia històrica i Assíria, així com d'Emar, Ugarit i Al-Amārna. La llista encara estava en circulació a finals del primer mil·lenni aC. Algunes versions contenen columnes addicionals amb explicacions dels noms. Una còpia d'Ugarit afegeix columnes que enumeren les divinitats ugarítiques i hurrites.
En el període de l'Antic Babilònia, les llistes de déus eren sovint el producte de tradicions d'escribes estrictament locals, i se'n coneixen de diferents de Nippur, Isin, Uruk, Susa, Mari i potser Ur. Cadascuna d'aquestes llistes probablement documentés només la jerarquia de les divinitats reconegudes a les localitats respectives. Es coneixen fragments de moltes llistes de déus més, principalment de còpies assíries, però el seu origen i abast no s'entenen del tot. Alguns d'ells se centren en la distribució geogràfica de les divinitats, i com a resultat esmenten molts déus estrangers.
Tot i que era habitual organitzar els noms dels déus en llistes, no s'acredita cap pràctica acadèmica anàloga per als dimonis, i la sèrie d'encanteris Utukku Lemnutu afirma directament que els dimonis no es comptaven en el "cens del cel i la terra", indicant les raons darrere d'això poden haver estat teològiques.

## An = Anumi els seus precursors
Normalment s'assumeix que An = Anum s'ha compost en el període Cassita, encara que un text considerat com el seu precursor s'ha datat al període antic babilònic. Se suposa que la data de composició més probable és el període entre 1300 i 1100 aC. El nom de la llista utilitzada en la literatura moderna es basa en la seva primera línia, explicant que el nom sumeri An correspon a l'acadi Anum. Wilfred G. Lambert va proposar que es va originar a la ciutat de Babilònia. Tanmateix, segons Jeremiah Peterson, documents de l'antic Nippur babilònic indiquen que tant el precursor An = Anum com altres textos que mostraven l'inici del desenvolupament de noves llistes que concretaven les relacions entre les divinitats també estaven en circulació entre els teòlegs d'aquella ciutat.
Mentre que el precursor, de vegades anomenat "llista dels déus de Genouillac" pel seu editor original, Henri de Genouillac, només té 473 entrades, més de 2000 noms s'enumeren a An = Anum (2123 a la còpia coneguda més completa). Tanmateix, això no s'ha d'entendre com a anàleg a la presència de 2000 divinitats individuals, ja que molts dels noms són epítets o noms alternatius. No obstant això, és la llista de déus més extensa coneguda.
YBC 2401, l'exemple més complet conegut, va ser copiat per l'escrivà assiri Kidin-Sin durant el regnat de Tiglath-Pileser I segons el seu colofó. Això indica que si bé d'origen babilònic, An = Anum ja va arribar a Assíria a les dècades finals del segon mil·lenni aC. Kidin-Sin va escriure que es basava en "tauletes antigues" que contenien la llista. An = Anum es va continuar copiant al primer mil·lenni aC. Per exemple, tant la llista en sí com diverses referències a ella es coneixen a partir d'un arxiu de Seleucid Uruk. Algunes de les còpies conegudes difereixen lleugerament entre elles.

## Recerca i publicació moderna
Mentre que fragments d'An = Anum ja s'havien publicat a la primera meitat del segle xx, una transcripció de la còpia coneguda més completa, actualment a la col·lecció de la Universitat Yale, només ha estat compilada per Richard L. Litke a 1958, i va romandre inèdita durant molt de temps. El 1976 es va concedir permís per utilitzar la traducció de Litke a Dietz-Otto Edzard, que era l'editor de Reallexikon der Assyriologie und Vorderasiatischen Archäologie en aquell moment. Moltes entrades en volums compilats posteriorment d'aquesta enciclopèdia es basen en ella. La reconstrucció de Litke es va publicar més tard com a llibre el 1998 a la sèrie Texts from Yale Babylonian Collection.
Mentre Wilfred G. Lambert estava preparant una segona edició d'An = Anum durant un temps, segons William W. Hallo només es van acabar tres primeres tauletes el 1998. Posteriorment, Lambert també va compilar la seva edició de la tauleta V. La seva versió romania inèdita el 2017.
Les primeres restauracions de vegades van confondre fragments d'An = Anum i An = Anu ša amēli, però ara es considera que aquesta darrera llista és una obra diferent de l'erudició mesopotàmica i difereix d' An = Anum pel fet de tenir tres columnes, amb la tercera que proporciona una explicació dels dos primers.

## Continguts
An = Anum s'entén comunament com una llista que documenta els equivalents acadis dels déus sumeris d'una manera similar al procés d'interpretatio graeca, però segons Richard L. Litke aquesta visió és errònia. L'objectiu principal dels compiladors d'An = Anum era aclarir les relacions familiars entre les divinitats, descriure breument les seves funcions i caracteritzar la llar de cada déu, en lloc de proporcionar a les divinitats sumeries equivalents acadis. El comentari, quan està present, està en sumeri, més que en acadi, que és diferent de la majoria de llistes lèxiques. Els déus no semblen estar separats en columnes estrictament sumeries i acadies. A més, alguns déus apareixen a la llista sense cap equivalent, per exemple Zababa, que era una deïtat ben establerta. Algunes deïtats enumerades no són sumeries o acadies, sinó elamites, "subaris" (hurrites), o gutians. La llista documenta moltes associacions entre deïtats i aspectes del seu caràcter que d'altra manera són desconeguts. Les explicacions utilitzen sovint el signe MIN en un paper anàleg al signe d'ídem modern.
L'entrada de cada deïtat va seguida dels seus epítets i noms alternatius, el nom del seu cònjuge, fills i, finalment, servidors, si se'n coneixia. En alguns casos, la deïtat assistent principal, l'anomenada sukkal, apareix abans que els nens. Aparentment, només les deïtats millor establertes tenien un sukkal. El nombre i la designació precisa de diversos servents divins varia, i sembla que no hi havia una composició estàndard d'una cort divina, encara que alguns títols, com ara "porter" (NI.GAB) o "assessor" (gu4.DÚB), es repeteixen més sovint que altres.
An = Anum consta de set tauletes. Les quatre tauletes inicials enumeren les divinitats per ordre d'antiguitat, juntament amb els seus tribunals, però la resta de la llista no sembla seguir principis similars. És possible que fos el resultat d'afegir grups de divinitats de textos originalment diferents a An = Anum sense reordenar-los. Jeremiah Peterson remarca que la confiança en factors teològics és tanmateix més evident en An = Anum que en qualsevol altra llista de déus coneguda. Algunes de les còpies conegudes conserven tot el material en una sola tauleta, amb un breu resum marcat per parelles de línies horitzontals que indiquen el final de cada secció originalment separada. Les còpies d'obres llargues com ara llistes de déus o composició literària inscrites en una sola tauleta es coneixen com a dubgallu o tupkallu, o com a "tauletes monstre". YBC 2401 n'és un exemple, i mesura 30,5 x 39,5 centímetres, cosa que la converteix en una de les tauletes d'argila més grans que es coneixen.

### Tauleta I
La tauleta I comença amb Anu, Antu i els seus avantpassats. També inclou els seus diversos servidors. Una subsecció està dedicada a Papsukkal i el seu cercle, inclosa la seva dona Amasagnudi.
La secció d'Enlil segueix la d'Anu. Comença amb els seus avantpassats, les anomenades divinitats Enki-Ninki, i inclou la seva dona Ninlil, les deïtats primordials Lugaldukuga (explicada com el pare d'Enlil) i Enmesharra, així com diversos cortesans, entre ells. la deessa de l'escriptura, Nisaba, i el seu marit Haia, el sukkal d'Enlil Nuska i la seva dona Sadarnunna, la deessa escriba Ninimma, i la deessa de la cervesa Ninkasi. Una subsecció separada està dedicada a Ninurta, la seva dona Nin-Nibru i els seus propis cortesans. El déu sirià Dagan també apareix a la secció Enlil. A més, és possible que una deïtat el nom de la qual no es conserva, identificada com "Enlil de Subartu", pugui ser l'hurrita Kumarbi.

### Tauleta II
Ninhursag (Digirmah, Belet-ili) ocupa el començament de la tauleta II. Les divinitats enumerades a la seva secció inclouen el seu marit Šulpae, els seus fills Panigingarra i Ashgi, la parella Lisin i Ninsikila, i diversos cortesans.
La mateixa tauleta també conté la secció centrada en Enki (Ea), acompanyat de la seva dona Damkina. Una subsecció està dedicada a Marduk i inclou la seva dona Zarpanit. Nabu hi apareix com el sukkal de Marduk al costat de la seva dona Tashmetum, però encara no està identificat com el seu fill. Altres deïtats presents a la tauleta II inclouen cortesans d'Enki, el déu del riu Id, el déu del foc Gibil i diverses deïtats menors associades amb artesans i altres professions.

### Tauleta III
La tauleta III descriu el déu de la lluna Sin (inusualment no identificat directament com un fill d'Enlil), el déu del sol Shamash (Utu) i el déu del temps Adad (Ishkur). El cercle de Sin inclou la seva dona Ningal i diverses deïtats associades amb la ramaderia de bestiar. Nanshe i les divinitats associades amb ella, inclòs el seu marit Nindara, que la precedeix, separen la seva secció de la de Shamash. Si bé An = Anum sembla equiparar Nindara amb Sin, no hi ha proves d'una estreta associació entre Nanshe i el déu de la lluna d'una altra manera. El cercle del déu del sol inclou la seva dona Aya, així com dos grups diferents de cortesans, deïtats de la justícia i deïtats dels somnis. El déu del bestiar Sakkan també s'inclou en aquesta secció.
Mentre que Sin i Shamash es troben a prop l'un de l'altre perquè eren vists com a pare i fill, Adad probablement s'inclogui en aquesta tauleta a causa de la connexió ben establerta entre ell i Shamash. La secció dedicada a ell inclou la seva dona Shala, els seus fills (com Uṣur-amāssu), així com un altre déu del temps, Wer, encara que altres déus del temps estrangers estan absents, en contrast amb un llista de déus posterior, K 2100, la secció Adad de la qual conté Teshub en cassita Buriyash, i Subarian (hurrita). La tauleta acaba amb un grup de diversos déus majoritàriament associats amb Adad o Shamash, com Shullat i Hanish, encara que amb algunes excepcions que es van relacionar amb Ea, Nisaba o Ixtar. S'ha proposat que el que unificava aquestes divinitats era el seu possible origen sirià, però aquesta visió no és universalment acceptada.

### Tauleta IV
La tauleta IV documenta el cercle d'Ixtar (Inanna). Pel seu contingut, Richard L. Litke l'ha sobrenomenat "la tauleta Ištar". Està menys ben conservat que altres tauletes, i actualment la restauració completa és impossible. Entre les deïtats enumerades hi ha Ninegal i diverses deïtats astrals, com Ninsianna i Kabta. També probablement incloïa originalment les subseccions de Dumuzi i Nanaya, que no es conserven. Acaba amb seccions breus dedicades a Ishara (que també apareix a la secció Enlil i al final de la tauleta III) i Manzat, que sí que sobreviuen.

### Tauleta V
La tauleta V comença amb l'heroi divinitzat Lugalbanda i la seva dona Ninsun, però també conté seccions dedicades a Lugal-Marada, el déu tutelar de Marad, la deïtat mangosta Ninkilim, el déu agrícola Urash (la seva cort inclou Lagamal, però en altres llistes està present entre les divinitats del submón), el déu de la guerra Zababa (la secció del qual també inclou el sukkal Ugur de Nergal, identificat explícitament com a tal), i una sèrie de noms que semblen agrupats junts només perquè pertanyen a déus originaris de Lagaix, entre ells Ningirsu. Aquest déu estava generalment sincretitzat amb Ninurta i com a tal considerat com un fill d'Enlil, però en aquest cas apareix en una tauleta diferent. Altres deïtats de Lagaix enumerades allà anomenen Bau i Gatumdag. La juxtaposició de diverses deïtats originàries d'aquesta àrea no és exclusiva d' An = Anum, com es testimonia en un petit fragment d'una llista de déus desconeguda que es troba a Nippur. La següent subsecció se centra en les deesses de la medicina (Ninisina, Ninkarrak, Nintinugga, Gula) i les seves famílies (incloent-hi Pabilsag, Damu i Gunura). Al seu torn, els segueixen seccions dedicades a la deessa de la presó Manungal, la deessa de l'inframón Ereshkigal, un grup de déus associats amb les serps i l'inframón (Ninazu, Ningishzida, Tishpak, Inshushinak i Ixtaran), la parella Lugal-irra i Meslamta-ea, que també eren divinitats de l'inframón, però no tenen cap connexió aparent amb els déus precedents, i una sèrie de figures menors de caràcter similar, com Lugala'abba ("senyor del mar").

### Tauleta VI
La tauleta VI comença amb Nergal, els seus títols, família i cort (incloent-hi Laṣ, Mammitum i Ixum), continua amb diverses figures explicades com ilu lemnu ("déu malvat"), com Kingaludda, la deessa teixidora Uttu, un grup de divinitats originades possiblement a Dilmun, els Sebitti i altres grups de set (així com la deessa elamita Narundi), Amurru, la representació divina dels nòmades amorites, i la seva dona Ashratum, l'heroi divinitzat Guilgameix i el seu company Enkidu, una sèrie de noms pertanyents a deïtats d'identitat incerta, que se suposa que eren de molt poca importància, i una llista de termes col·lectius per a divinitats.

### Tauleta VII
La tauleta VII enumera diversos noms de Marduk i del seu portador del tron Mandanu, i se suposa que és una addició tardana. Segons Wilfred G. Lambert, s'hauria de considerar un apèndix vagament connectat amb la resta de la composició, semblant al cas de la tauleta final de l'edició estàndard de l'Epopeia de Guilgameix.

## Influència en l'antiguitat
An = Anum es va utilitzar molt probablement com a model per a altres composicions erudites similars, per exemple l'anomenada "Llista canònica de temples", que documenta els noms dels temples en lloc dels noms dels déus, tot i que les deïtats que s'hi veneren estan ordenades d'acord amb una teologia similar principis. En alguns casos, l'ordre de les deïtats a An = Anum s'ha utilitzat per donar suport a la restauració proposada de passatges a la llista canònica de temples, per exemple, Andrew R. George assenyala que l'ordre en què els temples dels cortesans d'Enlil s'enumeren en el darrer coincideix amb l'ordre d'aquestes deïtats en el primer, fent plausible que tres línies que falten es refereixin a Ninkasi, Ninmada i Ugelamma.
Paul-Alain Beaulieu va proposar l'any 1992 que els canvis en la religió d'Uruk es van inspirar en l'adhesió de la seva població a An = Anum. Tot el panteó de la ciutat va ser reestructurat, amb Ixtar, Nanaya i la seva cort, englobant divinitats com Uṣur-amāssu, superades en protagonisme per Anu i Antu. Tot i que Anu no va estar completament absent d'Uruk en cap moment entre el tercer i el primer mil·lenni aC, la seva posició era la de «cap de proa» i «deïtat ociosa», en contrast amb An = Anum, que era el déu principal. Beaulieu considera que la posició de Marduk és la principal diferència entre An = Anum el panteó selèucida d'Uruk, ja que la posició d'aquest déu era molt inferior en aquest darrer cas, possiblement a causa del conflicte teològic entre Uruk i Babilònia. Avui s'acorda que tant l'elevació d'Anu i Antu com la introducció de moltes divinitats noves, com Amasagnudi, es basaven en l'estudi d'aquesta llista de déus realitzat pels sacerdots.